# Microrégion de Bom Despacho
 (février 2025).
Si vous disposez d'ouvrages ou d'articles de référence ou si vous connaissez des sites web de qualité traitant du thème abordé ici, merci de compléter l'article en donnant les références utiles à sa vérifiabilité et en les liant à la section « Notes et références ».
La microrégion de Bom Despacho est l'une des trois microrégions qui subdivisent le Centre du Minas, dans l'État du Minas Gerais au Brésil.
Elle comporte 12 municipalités qui regroupaient 159 969 habitants en 2006 pour une superficie totale de 7 494 km2.

## Municipalités[1]
- Araújos
- Bom Despacho
- Dores do Indaiá
- Estrela do Indaiá
- Japaraíba
- Lagoa da Prata
- Leandro Ferreira
- Luz
- Martinho Campos
- Moema
- Quartel Geral
- Serra da Saudade